# Судан на літніх Олімпійських іграх 2008
Судан брав участь у Літніх Олімпійських іграх 2008 року у Пекіні удесяте. Країну представляло 9 спортсменів у 2 видах спорту плавання і легка атлетика). Прапороносцем був Абубакер Какі Хаміс.
Уперше за свою олімпійську історію Судан завоював медаль на Іграх. Її для країни виборов легкоатлет Ісмаїл Ахмед Ісмаїл.

## Медалісти
| Медаль | Ім'я                | Ігри        | Вид спорту     | Дисципліна             |
| ------ | ------------------- | ----------- | -------------- | ---------------------- |
| Срібло | Ісмаїл Ахмед Ісмаїл | 2008, Пекін | Легка атлетика | Біг на 800 м; чоловіки |